# Acacia ebutsiniorum
Acacia ebutsiniorum är en ärtväxtart som beskrevs av P.J.H.Hurter. Acacia ebutsiniorum ingår i släktet akacior, och familjen ärtväxter. Inga underarter finns listade i Catalogue of Life.